# Marcelo Zarvos
Marcelo Uchoa Zarvos (* Mai 1969 in São Paulo) ist ein brasilianischer Komponist und Pianist (gelegentlich auch Akkordeonist).

## Leben
Marcelo Zarvos wurde in der zweiten Generation griechischer Auswanderer in São Paulo geboren und wuchs dort auf. Mit zehn Jahren begann Zarvos intensiv Klavier zu spielen, bevor er mit 13 erstmals professionell in lokalen Nachtclubs auftrat. Bereits ein Jahr später hatte er einen Plattenvertrag bei Columbia Records, als er der moderat erfolgreichen Band Tokyo beitrat. Während seiner Bandzeit kam er als Keyboarder und Songwriter nicht nur mit Musikkomposition in Berührung, er erlebte auch andere musikalische Einflüsse während er unter anderem mit Nina Hagen und Cauby Peixoto zusammenspielte. Dies führte anschließend dazu, dass er unter Anleitung des deutschen Musikers Hans-Joachim Koellreutter weiter Musik studierte, bevor er mit 18 Jahren am US-amerikanischen Berklee College of Music ein Musikstudium anfing, welches er am California Institute of the Arts mit einem Bachelor abschloss. Anschließend graduierte er mit einem Master in Musik am Hunter College.
Nachdem Zarvos zusammen mit Peter Epstein das Jazz-Album Dualism und als Leader die Alben Labyrinths und Music Journal aufgenommen hatte, war es der brasilianische Regisseur Paulo Machline, der ihn 1999 in einem New Yorker Nachtclub traf und bat, für seinen Kurzfilm Uma História de Futebol die Musik zu komponieren. Seitdem war Zarvos unter anderem für Filme wie Der gute Hirte, Gesetz der Straße – Brooklyn’s Finest und Der Biber als Komponist tätig.
Zarvos ist mit der US-amerikanischen Schauspielerin Janel Moloney liiert, mit der er seit dem 14. Februar 2010 einen gemeinsamen Sohn hat.

## Zitat
“I think the main attraction [of film scoring] was the possibility of experimenting and combining a wide variety of musical styles including rock, without the constraints of a three-minute song format or preconceptions about genre.”

„Ich glaube die größte Anziehungskraft [von Filmkomposition] war die Möglichkeit experimentieren zu können und eine große Bandbreite musikalischer Stilrichtungen, Rock eingeschlossen, kombinieren zu können – ohne die Einschränkung durch ein dreiminütiges Songformat oder Voruteile dem Genre gegenüber.“

## Filmografie (Auswahl)
- 1998: Uma História de Futebol
- 2000: Tully
- 2001: Kissing Jessica (Kissing Jessica Stein)
- 2003: The Mudge Boy
- 2004: The Door in the Floor – Die Tür der Versuchung (The Door in the Floor)
- 2005: Strangers with Candy
- 2006: Der gute Hirte (The Good Shepherd)
- 2006: Die Hollywood-Verschwörung (Hollywoodland)
- 2007: The Air I Breathe – Die Macht des Schicksals (The Air I Breathe)
- 2007: You Kill Me
- 2008: Endstation 174 (Última Parada 174)
- 2008: Inside Hollywood (What Just Happened?)
- 2008: Winged Creatures
- 2009: Sin nombre
- 2009: Taking Chance
- 2010: Gesetz der Straße – Brooklyn’s Finest (Brooklyn’s Finest)
- 2010: Please Give
- 2010: Remember Me – Lebe den Augenblick
- 2010: Ein Leben für den Tod (You Don’t Know Jack, Fernsehfilm)
- 2010–2012: The Big C (Fernsehserie)
- 2011: Beastly
- 2011: Der Biber (The Beaver)
- 2011: Too Big to Fail – Die große Krise (Too Big to Fail)
- 2012: Der Dieb der Worte (The Words)
- 2012: The Bay – Nach Angst kommt Panik (The Bay)
- 2012: Um Klassen besser (Won’t Back Down)
- 2013: Der Fall Phil Spector (Phil Spector, Fernsehfilm)
- 2013: Die Poetin (Flores Raras)
- 2013: The Face of Love
- 2013–2020: Ray Donovan (Fernsehserie)
- 2014: Adult Beginners – Erwachsenwerden für Anfänger (Adult Beginners)
- 2014: Extant (Fernsehserie)
- 2014–2019: The Affair (Fernsehserie)
- 2015: American Ultra
- 2015: Rock the Kasbah
- 2015–2017: One Mississippi (Fernsehserie)
- 2015, 2017: Z: The Beginning of Everything (Fernsehserie)
- 2016: The Choice – Bis zum letzten Tag (The Choice)
- 2016: Verräter wie wir (Our Kind of Traitor)
- 2016: Puls (Cell)
- 2016: Fences
- 2017: Wunder (Wonder)
- 2018: Land der Gewohnheit (The Land of Steady Habits)
- 2018: Mapplethorpe
- 2019: The Best of Enemies
- 2019: Vergiftete Wahrheit (Dark Waters)
- 2019: Breakthrough – Zurück ins Leben (Breakthrough)
- 2019: Otherhood
- 2020: Beflügelt – Ein Vogel namens Penguin Bloom (Penguin Bloom)
- 2020: L’ennemi
- 2021: The Guilty
- 2021: A Journal for Jordan
- 2022: Ray Donovan: The Movie (Fernsehfilm)
- 2022: Emancipation
- 2023: Flamin’ Hot
- 2023: Cassandro
- 2023: Big George Foreman
- 2023: May December
- 2023: White Men Can’t Jump
- 2023: The Equalizer 3 – The Final Chapter (The Equalizer 3)
- 2024: The Front Room
- 2024: Diplomatische Beziehungen (The Diplomat, Fernsehserie)
- 2025: Good American Family (Miniserie)
- 2025: Nonnas
- 2025: KPop Demon Hunters

## Diskografie (Auswahl)
- 1994: Dualism
- 1997: Labyrinths
- 2000: Music Journal

## Auszeichnungen (Auswahl)
Emmy
- 2009: Nominierung für Outstanding Music Composition for a Miniseries, Movie or a Special von Taking Chance
- 2010: Nominierung für Outstanding Music Composition for a Miniseries, Movie or a Special von You Don’t Know Jack